# Kozmice (tvrz)
Kozmice (též Na Valech) jsou zaniklá tvrz ve stejnojmenné vesnici severovýchodně od Benešova ve Středočeském kraji. V průběhu třináctého až patnáctého století byla vrchnostenským sídlem kozmických vladyků. Zanikla po připojení ke konopišťskému panství ve druhé polovině patnáctého století. Dochovalo se po ní tvrziště opevněné příkopem a chráněné jako kulturní památka.

## Historie
Kozmická tvrz byla založena snad už v třináctém století. Vesnice s tvrzí patřila v polovině čtrnáctého století Jorošovi z Kozmic. Jeho syn Ješek se stal pyšelským farářem a na tvrzi sídlil Přisnak, který v letech 1358–1409 spoluvykonával podací právo ke kostelu svatého Havla v Teplýšovicích. Přisnak pravděpodobně neměl děti, ale v roce 1405 s manželkou Markétou získal povolení svůj statek odkázat. Zemřel nejpozději roku 1416 a Kozmice po něm vlastnil Václav, který v letech 1408–1413 zastával úřad místopísaře zemských desek. Ještě v době, kdy žil Přisnak, Václav věnoval jakýsi plat z Kozmic augustiniánskému klášteru v Praze. Václav získal po Přisnakovi veškerou jeho odúmrť a oženil se s Dorotou, která roku 1417 prodala svou ves Záhořany a o rok později také Teplýšovice a Mrchojedy.
V polovině patnáctého století Kozmice patřily Petrovi z Kozmic, připomínaného roku 1454 jako potomek místních vladyků. Někdy v té době se vesnice stala součástí konopišťského panství a Zdeněk Konopišťský ze Šternberka roku 1454 dostal po zemřelém Janovi ze Žiřic všechnu odúmrť vázanou ke kozmické tvrzi s příslušenstvím. Tvrz poté ještě v patnáctém století zanikla.

## Stavební podoba

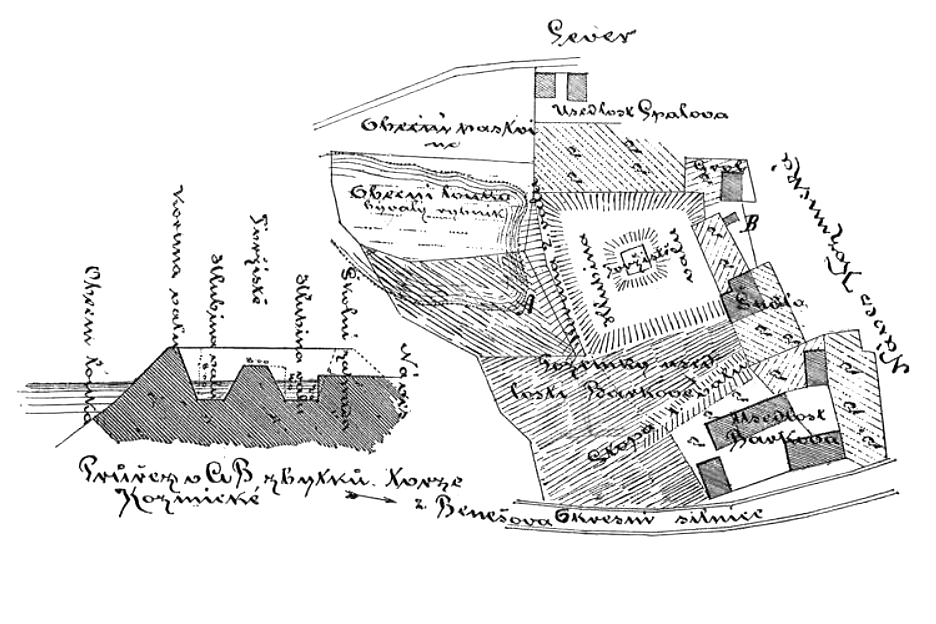
Půdorys a příčný řez tvrzištěm od A. Martínka publikovaný roku 1911

Po tvrzi se dochovalo tvrziště typu motte. Centrální pahorek byl obklopen osm metrů hlubokým příkopem, který byl na východě zasypán při stavbě budovy bývalé školy. Na vnější straně příkopu jsou patrné fragmenty valu.